# Quasipaa verrucospinosa
Quasipaa verrucospinosa es una especie  de anfibio anuro de la familia Dicroglossidae. Se encuentra en Laos y Vietnam. La principal amenaza a su conservación es su caza para consumo humano, así como la degradación de sus hábitats.